# カジランガ国立公園
カジランガ国立公園（英: Kaziranga National Park、仏: Parc national de Kaziranga、アッサム語: কাজিৰঙা ৰাষ্ট্ৰীয় উদ্যান）は、インド・アッサム州にある国立公園。世界遺産（自然遺産）に指定されている。
他のインドの国立公園と比較して、カジランガ国立公園は、野生生物の保護に成功している国立公園であるということが出来る。保護されている地区の中では、最もトラの居住密度が高く、2006年に、トラの保存計画であるプロジェクト・タイガーの参加を宣言した。
ススキが広範囲で自生しており、カジランガの湿地帯には、熱帯性の広葉樹林が広がり、ブラマプトラ川を含む4本の河川が交錯する。また、ベンガル語でジールスと呼ばれる湿地帯に出来る池が複数存在している。
カジランガ自体は、自然が豊かであることから、複数の書物、歌、ドキュメンタリーが作成されてきた。2005年には、開園100年を迎えた。

## 歴史

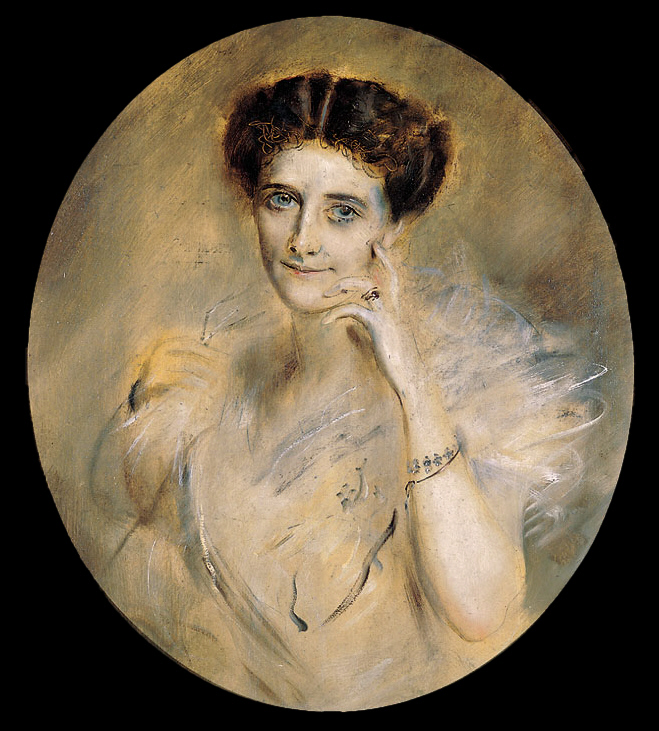
メアリー・カーゾン侯爵夫人の肖像。彼女の行動がカジランガ国立公園設立の契機となった。

カジランガの地区一体が自然保護の対象となったのは1904年に遡る。1904年、当時のイギリス領インド帝国の総督であったジョージ・カーゾン夫人であるメアリー・カーゾンがカジランガ一帯を訪問した。メアリーは、カジランガでは既にインドサイが有名であったが、インドサイを見ることがかなわず、夫に出来るだけ速やかにこの一体の自然を保護するように説得した。その結果、1905年6月1日、232km²の区画を持って、カジランガ提案保護林（Kaziranga Proposed Reserve Forest）が創設された。
続く3年間で、保護林の区画は152km²拡大され、ブラマプトラ川の河畔までが対象とされた。1908年には、カジランガは、保護林（Reserve Forest）に指定された。1916年には、狩猟保護区（The Kaziranga Game Sanctuary）に改名された。1938年には、保護区内の狩猟が禁止されると同時に、保護区内への立ち入りが許可制となった。
1950年、森林保護活動家であるP. D. ストラシーの提唱によって、カジランガの改名が行われた。狩猟保護区から野生生物聖域への改名である。狩猟という単語を取り除くために実施された。1954年には、アッサム州がインドサイの密猟者に対して重罰を下す法案を可決した。その14年後である1968年には、アッサム州政府は、「1968年のアッサム国立公園法」を可決させた。このことにより、カジランガは国立公園としての整備が実施されることとなった。1974年2月11日、公的に430km²が国立公園として指定された。1985年には、その独特な自然環境のために、ユネスコの世界遺産として登録された。
カジランガ国立公園では、近年では、自然災害あるいは人災が多く発生している。ブラマプトラ川の洪水は、多くの動物の命を奪ってきた。人間が公園の境界線に沿って、公園内に侵犯することは森林の破壊と生物の生息地を失う結果をもたらしている。

## 語源
カジランガという単語の語源ははっきりとはしていない。しかし、現地に残る伝承や記録ではいくつかの可能性を示唆している。ある伝承によると、近くの村にランガという少女が住んでおり、カルビ・アンロンからきたカジという青年と恋に落ちた。しかし、この二人の恋愛は周りのみんなから祝福されるものではなかった。二人は周りの態度に失望し、村を離れ、森へと入っていった。その後、二人を見たものはいないという。また、別の伝承では、16世紀のヴィシュヌ聖者（en）であるスリマンタ・サンカルデーヴァ（en）がカジとランガイというカップルを祝福し、二人に大きな池を掘るように頼んだために、カジランガという名前が今日に伝わっているという 。
記録に残っているものでは、アッサム地方の王朝であるアーホーム朝（en）の王様であるプラタップ・シンガー（en）が17世紀にこの地方を訪問した際、この地方で食した魚の味を絶賛し、どこで採れたのかを尋ねたところ、カジランガという答えが返ってきた 。アッサム地方丘陵地帯で話されているカルビ語（en）で、Kaziとは「ヤギ」、Rangaiとは「赤い」という意味であり、Kazirangaとはすなわち赤いヤギの地方であるという意味を内包している可能性がある。
しかし、歴史家の中には、同じカルビ語でも、Kajir-a-rangからカジランガという言葉が導き出されたと信じているものもいる。この言葉は、「カジルの村」という意味である。カルビ人の間では、カジルという名前は女子にありふれた名前である。かつて、この地方ではカジルという女性が統治をしたと信じられている。その断片は、この地方に散在しているカルビ人のルールで見受けられる。

## 地理

カジランガ国立公園地図。緑色に塗られたところが国立公園を示す。北側の水色の部分は国立公園の北側の境界をなすブラマプトラ川。

カジランガ国立公園は、北緯26度30分から45分、東経93度08分から36分の間に広がっている。アッサム州の2つの県であるナガオン県とボカカット県にまたがる。
したがって、国立公園の幅は東西で約40km、南北で約13kmとなる。カジランガ国立公園の面積は378km²。ここ数年の侵食により、51.14km²を失っている。この2つの合計により、国立公園の指定範囲の面積はおよそ429km²である。標高は最も低いところで海抜40m。最も高いところで80mになる。ブラマプトラ川が、公園の北側及び東側の境界線となる。
カジランガは、先述の通り、標高がそれほど高くない地味豊かな沖積層の氾濫原である。沖積層の形成は、ブラマプトラ川による侵食と沈泥によって行われてきた。カジランガ国立公園に広がる風景で目を引くのは、砂洲、ジールスと呼ばれる洪水によって形成された小湖沼（全体の5%を占める）、chaporiesと呼ばれる洪水の間の動物たちの一時的なシェルターである。Chaporiesは動物たちの生命を助けるために、インド陸軍の助力を受けながら建設される.。カジランガは、ヒマラヤ丘陵において最大規模の自然保護地帯であることから、また、それがゆえに、多くの種が残っており、生物多様性も豊かであることから、「生物多様性のホットスポット」といわれることもある。カジランガは生物地理区では、東洋区に所属し、生物群系では、ブラマプトラ渓谷準常緑林と呼ばれる熱帯・亜熱帯湿潤広葉樹林を形成する。

## 気候
カジランガ国立公園には3つの季節がある。夏、モンスーンの季節、冬である。11月から2月が冬であり、温暖で空気は乾燥している。日中の最高気温は25度まで上がるが、最低気温は5度である。冬の間はジールスや洪水によって形成されるnallahsと呼ばれる溝は乾ききってしまう。3月から5月の夏の季節には、最高気温が37度にまで達する。この季節では水辺で体を洗う動物たちの姿を見ることが可能である。6月から9月のモンスーンの季節は、国立公園に多くの雨をもたらす。この期間の平均降水量は、2,220ミリmである。降雨のピークを迎える7月から8月にかけて、国立公園の西側の4分の3が、ブラマプトラ川の水位が上昇することで水没する。
ブラマプトラ川が氾濫することによって、多くの動物たちは、公園からの移動を余儀なくされる。公園内の高台へ移動するが、公園の南の境界を越えてミキルの丘へ移動するように公園外への移動も含む。しかしながら、ブラマプトラ川は必ずしも氾濫するわけではなく、時には氾濫どころか旱魃の被害を公園にもたらすこともある。旱魃になった場合には、野生動物にとって、食糧不足を招く。

## 動物相

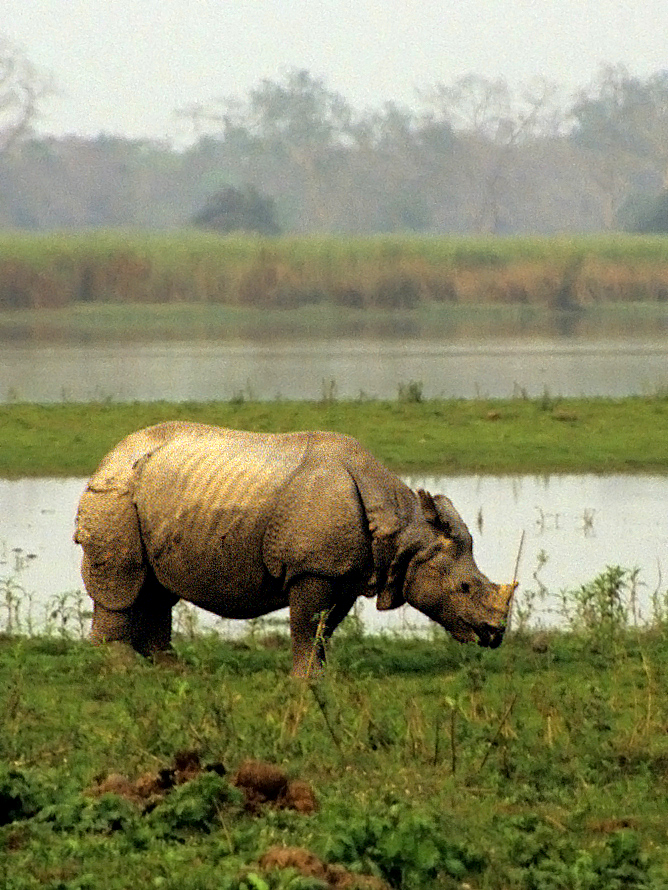
インドサイ

カジランガ国立公園の動物相は、以下の通りとなる。35種の哺乳類の生息地であり、うち15種はレッドリストに記載されている絶滅危惧種である。インドサイの最大の生息地で、全世界の生息数の約2/3にあたる1,855頭が確認されている。アジアスイギュウ（1,666頭）、バラシンガジカ（468頭） 、アジアゾウ（1,940頭）、ガウル（30頭）、サンバー（58頭）も確認されている。小型から中型の偶蹄類ではインドキョン、イノシシ、ホッグジカといった哺乳類もこの公園内に生息する。
トラやヒョウ、クマといったネコ目の大型種も生息する。カジランガは、2006年に、トラの保護区宣言を実施しているが、2000年の調査では86頭が確認されており、5km²あたりに1頭と世界でもっとも高密度なトラの生息地でもある。トラのみならず、ネコ科の構成種、例えばジャングルキャット、スナドリネコ、ベンガルヤマネコも生息する。小型哺乳類では、アラゲウサギ、ハイイロマングース、ジャワマングース、インドジャコウネコ、ベンガルギツネ、キンイロジャッカル、ナマケグマ、センザンコウ、アナグマ、モモンガが生息する 。9種類がこの公園内に生息し、アッサムモンキー、ルトン、ボウシラングールが主である一方で、公園内では唯一の類人猿であるフーロックテナガザルも生息する。また、公園内の河川と三日月湖は、絶滅が危惧されているガンジスカワイルカの生息地でもある。
カジランガは、バードライフ・インターナショナルによって、重要野鳥生息地として位置づけられている。渡り鳥、水鳥のみならず、肉食性の鳥類や腐肉を好む鳥類、あるいは狩猟の対象とされる鳥類も生息している。カリガネ、メジロガモ、アカハジロ、カラフトアオアシシギ、セイタカコウ、シロスキハシコウといった鳥類は、越冬のため飛来する。。カワセミ科、ホシバシペリカンをはじめとするペリカン科、オオハゲコウ、コハゲコウ、アジサシのような水辺に生息する鳥類も公園内で生息する。。タカ目では、カタシロワシ、カラフトワシ、オジロワシ、キガシラウミワシ、ウオクイワシ、ヒメチョウゲンボウが生息している.。

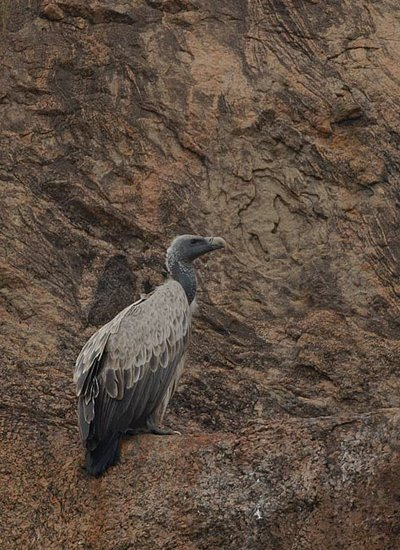
絶滅が危惧されるインドハゲワシ

一方で、カジランガは、ハゲワシの仲間がかつては多く生息していた場所であった。しかし、ハゲワシの数は急速に減少し、ほとんど絶滅寸前である。その背景には、ジクロフェナクを含む食物が公園内の動物にえさとして使用されたからである。インドハゲワシ、ハシボソハゲワシ、ベンガルハゲワシが現在でも、この公園内ではかろうじて生き残っている。ヌマシャコ、ベンガルショウノガン、ムラサキモリバトといった、かつては狩猟の対象となった鳥類もこの公園内に生息している。
カジランガには、オオサイチョウの仲間も公園内に生息している。ダルマエナガの仲間であるインドセンニュウチメドリやヌマジチメドリ（絶滅？）、ハタオリドリ科、キムネコウヨウジャク、ツグミ科、ウグイス科の鳥類も生息しているが一部の種では個体数が減少している。
爬虫類ではアミメニシキヘビ、キングコブラ、インドコブラ、タイコブラ、ラッセルクサリヘビ、インドアマガサヘビといったヘビもこの公園内には生息する。ベンガルオオトカゲやミズオオトカゲといったオオトカゲ科の構成種、アッサムセタカガメ、エミスムツアシガメといったカメ目の構成種は15種が生息する。

## 植物相

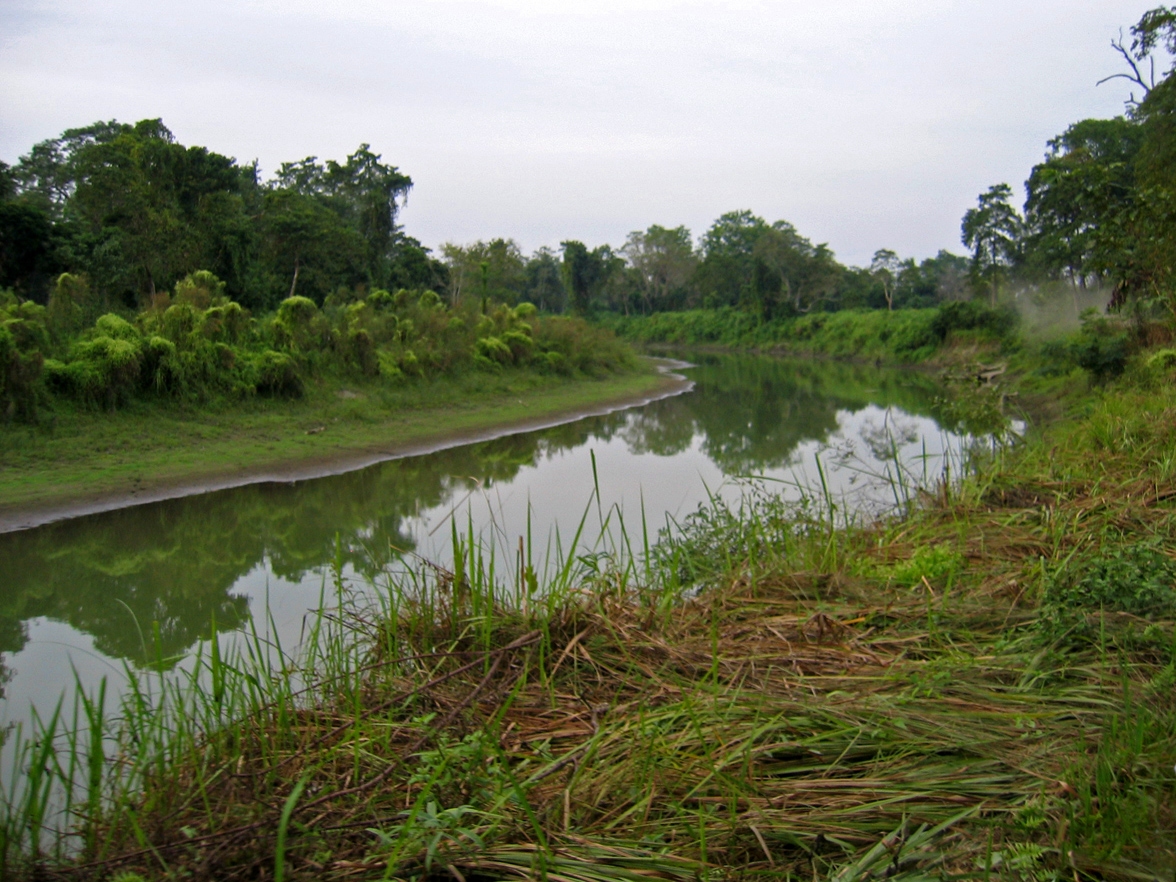
カジランガ国立公園内の草原と森林

カジランガの植物相は分類すると4つに大別される。サバナ性の草原、サバナ、熱帯広葉樹林、熱帯常緑林である。1986年のランドサットのデータによるとカジランガの植生の41%は背が高い草本、11％が低い草本、29％が密林、4%が湿地、水域が8%、砂地が6%である.。
標高で言えば、公園の東部と西部と比較すると西部のほうが標高は低い。西部の一帯は、草原に包まれており、その中で目を引くのがエレファント・グラス（ナピアグラス）である。エレファント・グラスは標高が上がる東部でも生えているが、ジールスと呼ばれる沼沢地の周辺には、エレファント・グラスよりも背が低い草本が生えている。1年ごとに到来する洪水が、草食動物の食性、計画的に実施される野焼きが草原やアシの平原を維持し、また、豊かにしている。背が高い草本は、エレファント・グラス以外にも、サトウキビ、チガヤ、ヨシが代表的である。イネ科の草本も公園の植物相を豊かにしており、Careya arborea、ユカン、キワタ、ビワモドキ科といった低木が公園内に陰を作り出す。
カンチャンジューリー、パンバーリ、タムリパサールといった地区に近い区画に生える固い常緑樹、例えば、Aphanamixis polystachya、Magnolia hodgsonii、ビワモドキ、フクギ属、イチジク属、ニッケイ属、フトモモ属などが挙げられる。バグリ、ビマリ、ハルディバーリといった地区に近い区画では熱帯準常緑樹が生えている。種類としては、ネムノキ属、ドゥアバンガ、バナバ、ギョボク、カラヤゴムノキ、ウオトリギ属、クスノハガシワ、Bridelia retusaなどである。
公園内の水辺には、多くの種類の水生の植物を見ることが出来る。ホテイアオイが一般的であるが、ホテイアオイは洪水の季節には姿を消す。公園内のもう1つの植物で目を引いたのがミモザの仲間であるMimosa diplotrichaであったが、ブラジルを原産とするこの植物は、草食動物にとっては毒性が強く、2005年に、インド野生生物トラストの協力を得て、カジランガの職員が除去した。

## 公園をめぐる行政・財政

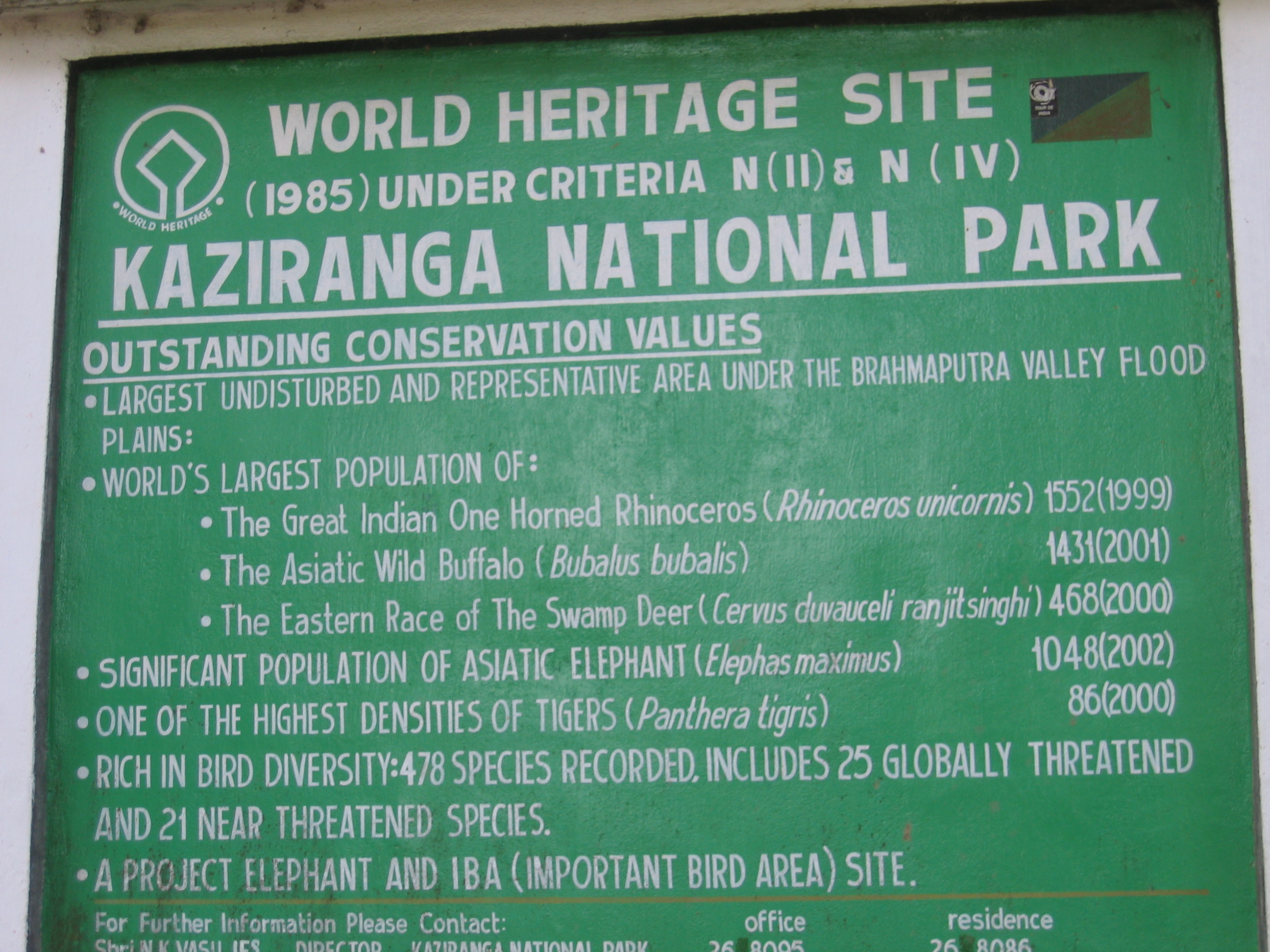
カジランガ国立公園が世界遺産に登録されていることを示す看板

カジランガ国立公園を管轄しているのは、ボカハットに本部を置くアッサム州の森林省の野生動物局である。
公園は4つの地区（Burapahar、Baguri、中央、東部）に分割してそれぞれの監視人が管轄している。それぞれの本部は、ゴラカチ（Ghorakati）、バグリ（Baguri）、コハラ（Kohara）、アゴラトーリ（Agoratoli）に設けられている。それぞれの地区で、巡回区域がさらに分割して設置されている。
公園は、インド中央政府の環境森林省及びアッサム州~資金援助を受けている。加えて、インド中央政府が実施しているプロジェクト・エレファント（en）からも追加資金を獲得している。1997年から1998年にかけては、10万ドルの資金が世界遺産のファンドからを受け取っている。それ以外にも政府、非政府活動（NPO）から資金を獲得している。

## 保護活動

カジランガ国立公園内におけるインドサイとインドゾウの生息数のグラフ。

カジランガ国立公園は、様々な法律に基づいて、最大限の保護が施されている。例えば、「1891年のアッサム州森林条例」（the Assam Forest Regulation of 1891）や「2002年の生物多様性保護法」（the Biodiversity Conservation Act of 2002）などである。インドサイの角を狙った密漁は絶えることはなく、カジランガ国立公園を管理するに当たって、最大の関心事である。1980年から2005年にの25年間で567頭のインドサイが密猟者によって捕獲された。とはいえ、この傾向は直近も変わっておらず、2007年には、18頭のインドサイが密猟者によって殺されている。直近のレポートによると、インドサイの密猟はアル＝カーイダと関係を持っているバングラデシュのテロ組織との関連性がある。
密猟者対策のためのキャンプの設営、公園内の巡回、情報収集、公園周囲での小火器での武装警戒のような密猟対策を施すことによって、野生動物が密猟の対象になることを防ごうと取り組んでいる。
モンスーンの季節に必ずといって訪れる洪水と激しい降雨によって、野生動物は、生存の危機に脅かされていると同時に、保護活動のインフラストラクチャーの破壊にもつながっている。水浸しになった場所から逃れるために、多くの動物が公園外の高地に逃れることになるがその場所は、密猟されやすい場所であり、また、自動車などの事故に巻き込まれやすい場所であり、さらには、近隣の農民の農作物は、これらの動物の被害を受けざるを得なくなっている 。野生動物の減少を防ぐために、政府は、巡回の回数を増やしたり、パトロールのためのスピードボートを購入したり、高地に野生動物のためのシェルターを設営している。公園の南の境界に位置する国道37号線を野生動物が横切ることが出来るようにするために、複数本の回廊も建設された。また、公園内で疫病が流行することで、野生動物が死亡することを防ぐために、公園の周辺にある村の動物に対して免疫性を与える活動に取り組むと同時に、公園の周囲にはフェンスが建設されている。このフェンスは野生動物が家畜によって殺されることがないようにする目的がある。

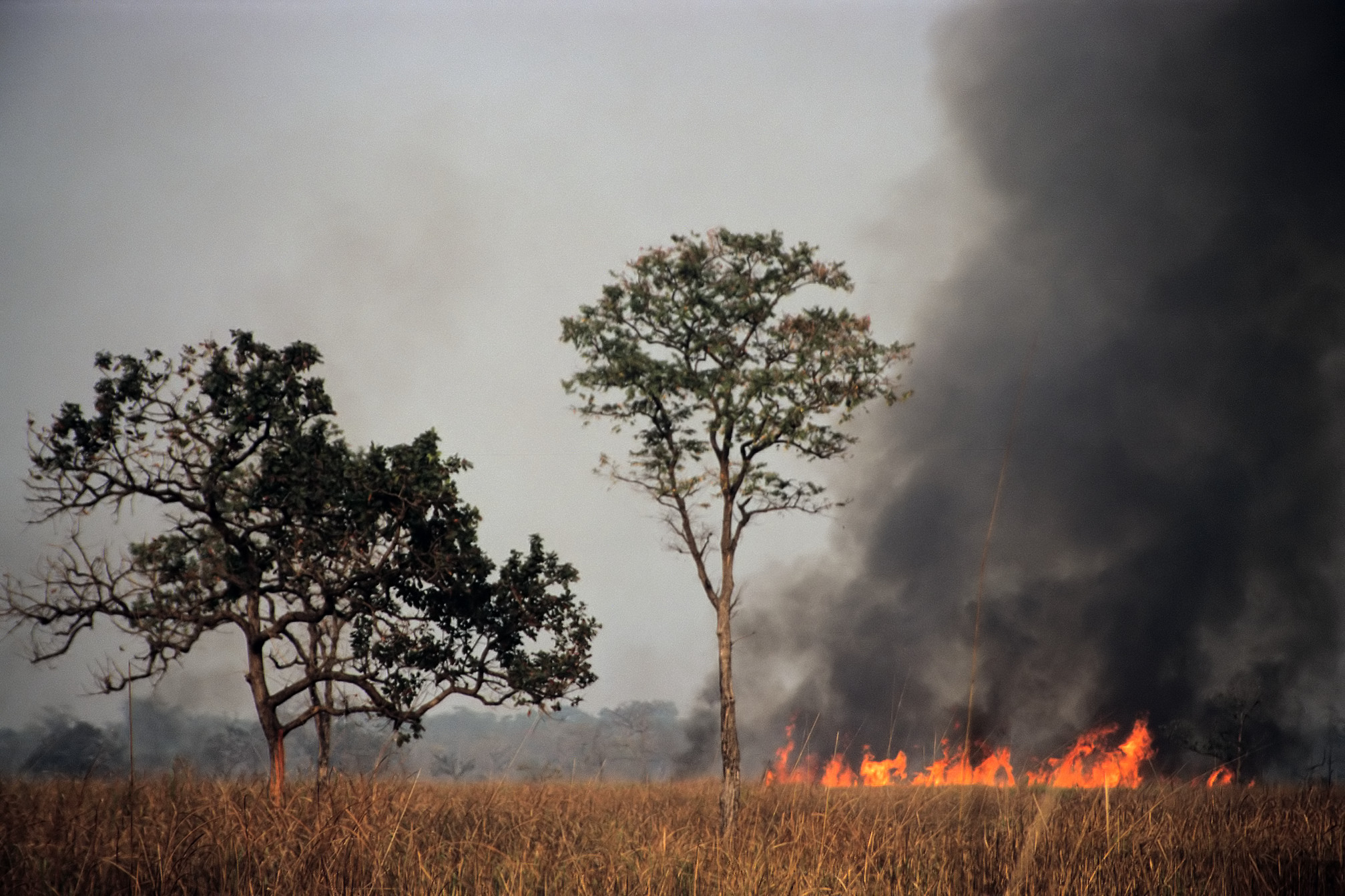
カジランガ国立公園で実施される野火

周辺の茶畑で散布される殺虫剤、ヌマリガールにある石油精製工場の存在が公園内の水質を悪化させている。また、ミモザやそれ以外のバラの仲間が公園内に侵食することで、公園内の生態系が破壊される可能性もある。公園内の生態系を維持するために、草原は定期的に火を使って焼き払われる。
2015年には23人の密猟者が保護官によって「超法規的に処刑」されており、これは殺害された犀の17頭より多い。
犀の角は中国やベトナムで万能薬として100gが60万円以上で売られており、密猟が絶えない。
案内役として雇われたり、境界が曖昧な公園に迷い込んだりした周辺住民が射殺される事も有る
。

## 観光
野鳥を含めた野生動物を観察することがこの公園に訪れる訪問者の主な目的である。旅行者は、ゾウあるいはジープに載って、公園内を移動することが可能である。公園内のハイキングは、人間と動物の無用な衝突を生む可能性があることから禁止されている。観察塔が野生動物の観察のために、ソハラ、ミヒムフ、カトゥパラ、フォリアマリ、ハルモティに設けられている。ヒマラヤ山脈最南端を形成するシヴァリク丘陵（en）が公園内の展望を形成し、その遠景を望みながら、公園内の草原や木々、湖沼が点在する風景を構成する。公園内には、カジランガのことを詳しく紹介する案内所が設けられている.。
カジランガ国立公園は、4月の中旬から10月の中旬までのモンスーンの期間は旅行者に対して開放されていない。コハラにある4件のロッジ及び公園内にある3つの旅行者のためのロッジは、アッサム州管轄の環境森林省によって管理されている。公園の外側にはプライベートのリゾートがあり、こちらは多くの人が利用可能である。

## カジランガ国立公園にまつわる作品
カジランガはこれまでに、さまざまな書籍、歌、ドキュメンタリーで紹介されてきた。カジランガが初めて国際世界に紹介されたのは、西ベンガル州出身の写真家で映像作家でもあったロビン・バネルジー（en）が1961年に、”Kajiranga”というタイトルのドキュメンタリーをベルリンで発表、放映されたものとされる。アメリカ合衆国の小説家であるL・スプレイグ・ディ＝キャンプは”Kaziranga, Assam”（en）で、カジランガのことを詩で表現した。ディ＝キャンプによる詩は、1970年に出版された詩集”Demons and Dinosaurs”（en）が初出であるが、2005年に、”Travel Stories of L. Sprague de Camp”（en）において、再出版された。
ニューデリーに本社を置くチルドレンズ・ブック・トラスト（en）は、1979年に、Arup Duttaを筆者に起用する形で児童文学”Kaziranga Trail”を発行している。インドサイの密漁を題材にしたこの作品は、シャンカール賞を受賞している。アッサム人の歌手であるブーペン・ハザリカ（en）は自らの歌の中にカジランガ国立公園のことについて述べたこともある 。イギリス・BBCの自然保護論者であり、旅行家、ライターでもあるマーク・シャンド（en）は、一冊の本を上梓した、”Queen of the Elephants”と名づけられたこの本は、カジランガに住むインドの少女のゾウ使いのドキュメンタリーである。この本は、1996年に、トマス・クック・トラベル・ブック賞とPrix Littéraire de Trente Millions d'Amisを受賞した。

## 世界遺産登録基準
この世界遺産は世界遺産登録基準のうち、以下の条件を満たし、登録された（以下の基準は世界遺産センター公表の登録基準からの翻訳、引用である）。
- (9) 陸上、淡水、沿岸および海洋生態系と動植物群集の進化と発達において進行しつつある重要な生態学的、生物学的プロセスを示す顕著な見本であるもの。
- (10) 生物多様性の本来的保全にとって、もっとも重要かつ意義深い自然生息地を含んでいるもの。これには科学上または保全上の観点から、すぐれて普遍的価値を持つ絶滅の恐れのある種の生息地などが含まれる。